# Pepsi Challenge
Le Pepsi Challenge est une campagne de marketing menée par la firme PepsiCo de 1975 à 1983 dans le cadre de la « guerre du cola ». Elle invite le consommateur à comparer le goût des sodas Pepsi et Coca-Cola lors d'un test à l'aveugle. 

## Contenu

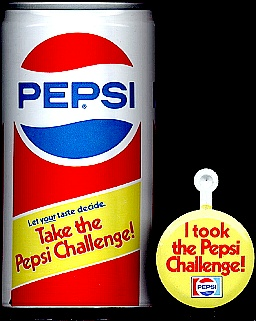
Une canette publicitaire de 35.5 cl ; un badge à languette faisant la promotion de la campagne.

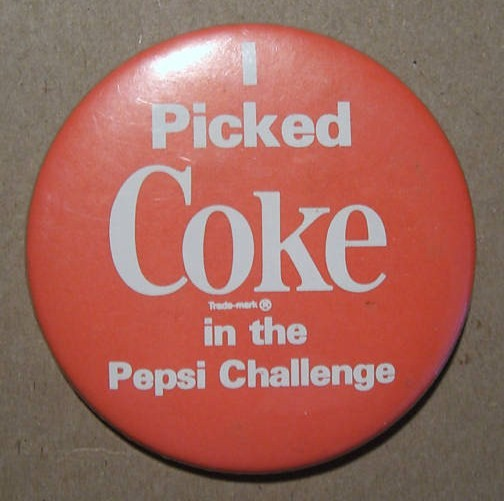
Un badge à épingle de Coca-Cola : J'ai choisi Coca au Pepsi Challenge.

Le Pepsi Challenge débute sous la forme des tests à l'aveugle individuels dans des centres commerciaux ou d'autres lieux publics. Un représentant commercial de PepsiCo pose sur une table deux gobelets blancs, l'un contenant du Pepsi et l'autre du Coca-Cola. Les passants sont invités à goûter les deux colas et à indiquer celui qu'ils préfèrent. Le commercial révèle ensuite les marques des deux échantillons et le goûteur découvre quelle marque lui a procuré meilleur goût. D'après les résultats de cette expérience, une majorité d'Américains (environ 55 %) préfèrent le goût du Pepsi.

## Historique
Initiée à Dallas, la campagne connaît un fort succès à la fin des années 1970 et est rapidement étendue à l'échelle nationale : elle est déployée à New York et Los Angeles en juillet 1976, puis à Chicago en septembre 1977. Elle marque le passage de PepsiCo à une stratégie de communication agressive basée sur la comparaison directe avec le produit concurrent. Alors que Coca-Cola dominait le marché jusque dans les années 1970, il est talonné par Pepsi au milieu des années 70. Mais en réponse au Pepsi Challenge, Coca-Cola abaisse les prix de ses produits dans de nombreuses régions et récupère des parts de marché. Par la suite, Pepsi décide aussi d'abaisser ses prix.
En 2015, le groupe PepsiCo lance un nouveau Pepsi Challenge, ciblant les utilisateurs des réseaux sociaux. Cette campagne notamment pour ambassadeurs (en) Usher, Serena Williams et Usain Bolt.

## Critiques
Dans son ouvrage La force de l'intuition (titre anglais : Blink: The Power of Thinking Without Thinking (en)), sorti en 2005, Malcolm Gladwell rapporte des preuves expliquant la réussite de cette campagne de promotion par la méthode du « test par gorgée ». Sa recherche montre que les consommateurs préfèrent généralement goûter une gorgée de boisson plus sucrée, même s'ils apprécient davantage une boisson moins sucrée pour une canette entière. 
De plus, la préférence des consommateurs change lorsque le test de goût est effectué avec des gobelets portant des inscriptions arbitraires (par exemple, « S » et « L ») ou des noms de marques. Les résultats d'études scientifiques démontrent une différence perceptible entre le Coca-Cola et le Pepsi, mais pas entre le Pepsi et le RC Cola.
Dans son livre Bad Habits, l'humoriste Dave Berry (en) décrit le Pepsi Challenge comme « la tentative peu fûtée de Pepsi de démontrer que le Coca et le Pepsi ne sont pas pareil, alors qu'ils le sont bien évidemment. ».

## Concours
En 1981, Pepsi organise le concours Pepsi Challenge Payoff, qui récompense chaque personne ayant rassemblé des capsules portant l'inscription « Pepsi Challenge ». 